# Harold MacGrath
Harold MacGrath (Syracuse, 4 september 1871 - aldaar, 30 oktober 1932) was een populaire Amerikaanse roman- en scenarioschrijver.

## Biografie
MacGrath werd geboren als Harold McGrath in Syracuse (New York) op 4 september 1871 als zoon van Thomas H. en Lillian Jane McGrath. Als jongeman werkte hij voor de krant Syracuse Herald als verslaggever en columnist, tot hij eind jaren 1890 zijn eerste roman publiceerde.
MacGrath (zoals hij zijn naam toen spelde) bleef gemiddeld meer dan één roman per jaar schrijven voor het grote publiek over liefde, avontuur, mysterie, spionage en dergelijke. Tegelijkertijd publiceerde hij een aantal kortverhalen in grote Amerikaanse tijdschriften als The Saturday Evening Post, Ladies Home Journal en Red Book Magazine. Verschillende van MacGraths romans werden ook in deze tijdschriften in afleveringen gepubliceerd. Hij bleef kortverhalen in tijdschriften publiceren tot aan zijn dood in 1932.
In 1912 werd Harold MacGrath een van de eerste auteurs met nationale bekendheid die rechtstreeks voor films schreef. Hij werd door de American Film Company ingehuurd om een origineel scenario te schrijven voor een western kortfilm, getiteld The Vengeance That Failed.
Het werk van MacGrath was zo populair dat achttien van zijn veertig romans en drie van zijn kortverhalen verfilmd werden. Sommige romans kregen meer dan één verfilming. Hij schreef ook de originele scenario's voor nog eens vier films. Zijn serial film The Adventures of Kathlyn (1903) had Kathlyn Williams in de hoofdrol. Terwijl hij de scenario's schreef voor de dertien afleveringen van de serial film, schreef hij ook de bijbehorende roman. Deze werd direct na de première van de eerste aflevering van de serial film op 29 december 1913 gepubliceerd. Het boek was te koop in boekwinkels tijdens de vertoning van de hele dertien afleveringen, en profiteerde van de publiciteit. Drie van zijn verfilmde boeken werden ook bewerkt tot Broadway-toneelstukken.
Harold MacGrath werd een rijk man vanwege zijn succes als schrijver. Hij maakte veel buitenlandse reizen, maar woonde in Syracuse (New York). Daar gaf hij in 1912 opdracht tot het ontwerpen en bouwen van een Engels landhuis en bijbehorende aangelegde tuinen. Deze werden zeer gewaardeerd.
In "The Short Autobiography of a Deaf Man", een essay gepubliceerd in The Saturday Evening Post op 23 april 1932, schreef MacGrath over zijn vroegere moeilijkheden als gevolg van een gehoorbeperking. In een tijd waarin dove mensen vaak werden beschouwd als mensen met een gebrek aan intellectuele scherpte vanwege communicatieproblemen, had MacGrath deze aandoening verborgen gehouden voor zijn werkgever en anderen.
In 1905 trouwde hij met Alma Kenyon, het paar bleef bij elkaar tot zijn dood. Harold MacGrath stierf in zijn huis in Syracuse op 30 oktober 1932 op 61-jarige leeftijd.

### Romans
- 1899: Arms and the Woman
- 1901: The Puppet Crown - verfilmd in 1915
- 1903: The Grey Cloak
- 1904: The Man on the Box - Broadway-toneelstuk in 1906, verfilmd in 1914 en 1925
- 1905: Hearts and Masks - verfilmd in 1914 (kortfilm) en 1921, Broadway-toneelstuk in 1915 als Three of Hearts
- 1905: The Princess Elopes
- 1905: Enchantment
- 1906: Half a Rogue - verfilmd in 1916
- 1907: The Best Man
- 1908: The Lure of the Mask - verfilmd in 1915
- 1908: The Enchanted Hat
- 1909: The Goose Girl - verfilmd in 1915
- 1910: A Splendid Hazard - verfilmd in 1920
- 1911: The Carpet from Bagdad - verfilmd in 1915
- 1912: The Place of Honeymoons - verfilmd in 1920
- 1913: Deuces Wild
- 1913: Parrot and Company - verfilmd in 1921 als Not Guilty
- 1914: Pidgin Island - verfilmd in 1916
- 1914: The Adventures of Kathlyn - filmreeks in 1913 en film in 1916
- 1915: The Million Dollar Mystery - filmreeks in 1914 en film in 1927
- 1915: The Voice in the Fog - verfilmd in 1916
- 1917: The Luck of the Irish - verfilmd in 1920
- 1918: The Girl in His House - verfilmd in 1918
- 1919: The Private Wire to Washington
- 1919: The Yellow Typhoon - verfilmd in 1920
- 1920: The Drums of Jeopardy - Broadway-toneelstuk in 1922, verfilmd in 1923 en 1931
- 1920: The Man with Three Names
- 1921: The Pagan Madonna
- 1922: The Ragged Edge - verfilmd in 1923
- 1923: Captain Wardlaw's Kitbags
- 1923: The World Outside
- 1924: The Green Stone
- 1925: The Cellini Plaque
- 1926: The Retreat From Utopia
- 1926: The Sporting Spinster
- 1927: We All Live Through It
- 1928: The Changing Road
- 1929: The Wolves of Chaos
- 1930: The Blue Rajah Murder
- 1930: The Green Complex
- 1931: The Other Passport

### Filmscenario's
- 1912: The Vengeance That Failed
- 1918: Madam Who (verhaal)
- 1920: The Mollycoddle (verhaal)
- 1926: Pleasures of the Rich (gebaseerd op zijn kortverhaal "The Wrong Coat")
- 1926: Womanpower (gebaseerd op zijn kortverhaal "You Can't Always Tell")
- 1927: Bitter Apples (verhaal)
- 1928: Danger Street (gebaseerd op zijn kortverhaal "The Beautiful Bullet")

### Kortverhalen (niet verfilmd)
- 1904: "A Night's Enchantment"
- 1904: "No Cinderella"
- 1904: "Two Candidates"
- 1913: "The Mollycoddle"
- 1916: "Madame Who"
- 1917: "The Millionaire Burglar"
- 1932: "The Bach Chaconne"

### Verhalenreeksen (niet verfilmd)
- 1927: The Changing Road
- 1929: Impromptu